# Hashimoto Masujirō
Hashimoto Masujirō (jap. 橋本 増治郎; * 28. April 1875 in Hashira (heute: Okazaki), Präfektur Aichi; † 18. Januar 1944) war ein japanischer Maschinenbauingenieur und Gründer der Kaishinsha, die ein Vorläufer des heutigen Automobilherstellers Nissan war.

## Leben
Hashimoto zog mit 17 Jahren nach Tokio und begann ein Studium an der Technischen Hochschule Tokio. Im Anschluss daran reiste er im Rahmen eines Regierungsprogramms in die Vereinigten Staaten, um dort das Handwerk des Motorenbaus zu erlernen. In New York arbeitete er drei Jahre lang für einen Dampfmaschinenhersteller und kehrte anschließend nach Japan zurück. Dort arbeitete Hashimoto in mehreren Positionen und war unter anderem im Bereich der Elektrotechnik, dem Waffenbau und der Entwicklung von Ausrüstung für den Kohlebergbau beschäftigt. Schließlich wandte er sich dem Fahrzeugbau zu und gründete im Juni 1911 seine eigene Firma, die Kaishinsha Jidōsha Kōjō (快進社自働車工場, kurz Kaishinsha, engl. Kaishinsha Motorcar Works), aus der später die Nissan Jidōsha K.K. (Nissan Motor Co., Ltd.) entstand.
In seiner Firma entstand sein erstes Automobil, das 1914 fertiggestellt wurde. Hashimoto entwickelte weitere Fahrzeuge und sein Unternehmen fusionierte 1926 mit dem Fahrzeughersteller Jitsuyō Jidōsha Seizō (実用自動車製造, engl. Jitsuyo Motors) aus Ōsaka. Im Jahr 1931 wurde die durch den Zusammenschluss jetzt DAT Jidōsha Seizō K.K. genannte Firma eine Tochtergesellschaft von Aikawa Yoshisukes Tobata Imono K.K. („Tobata Gussware“, engl. Tobata Casting). Hashimoto verlor dadurch seine Anstellung und schied aus der Firma aus. Über sein Leben nach dem Verlassen des Betriebes ist kaum etwas bekannt und Hashimoto verstarb im Januar 1944.